# Stazione di San Trovaso
Stazione di San Trovaso vasútállomás Olaszországban, Veneto régióban, Preganziol településen.

## Vasútvonalak
Az állomást az alábbi vasútvonalak érintik:
- Velence–Udine-vasútvonal

## Kapcsolódó állomások
A vasútállomáshoz az alábbi állomások vannak a legközelebb: 
- Stazione di Treviso Centrale (Stazione di Udine)
- Stazione di Preganziol (Stazione di Venezia Santa Lucia)